# Bezannes

Bezannes est une commune française située dans le département de la Marne, en région Grand Est.
Elle fait partie de la communauté d'agglomération du Grand Reims. Elle abrite la gare de Champagne-Ardenne TGV depuis 2007 ainsi que le terminus de la ligne B du tramway de Reims depuis 2011.
Ses habitants sont appelés les Bezannais. Elle fait partie des villes fleuries de France avec 3 fleurs.

## Géographie

### Description
La commune est située au Sud-Ouest de l'agglomération de Reims, à côté, du quartier Croix-Rouge / du quartier Murigny de Reims, et la commune de Tinqueux.
Elle est traversée du nord-ouest-ouest en est-sud-est par deux axes de communication : l'autoroute A4 (payante) et la ligne TGV européenne, qui sont presque parallèles. Au Nord de cette ligne se situe presque toutes les zones urbanisées. 
Seuls deux ponts permettent d'enjamber l'autoroute ou la voie ferrée : celui de la route départementale D6e2 entre Sacy et le giratoire de la Gare Champagne TGV, et celui de la D6 entre Les Mesneux et la zone sportive.

### Communes limitrophes
|              | Tinqueux          |       |
| Les Mesneux  | Bezannes          | Reims |
| Sacy, Écueil | Villers-aux-Nœuds |       |

### Transports et déplacements
La commune est desservie par le réseau de transports en commun de l'agglomération CITURA via les lignes :
- tram   B  (Neufchâtel ↔ Gare Champagne TGV) ;
- bus  13   (Bezannes Renault↔ Saint-Brice Courcelles - Mairie).

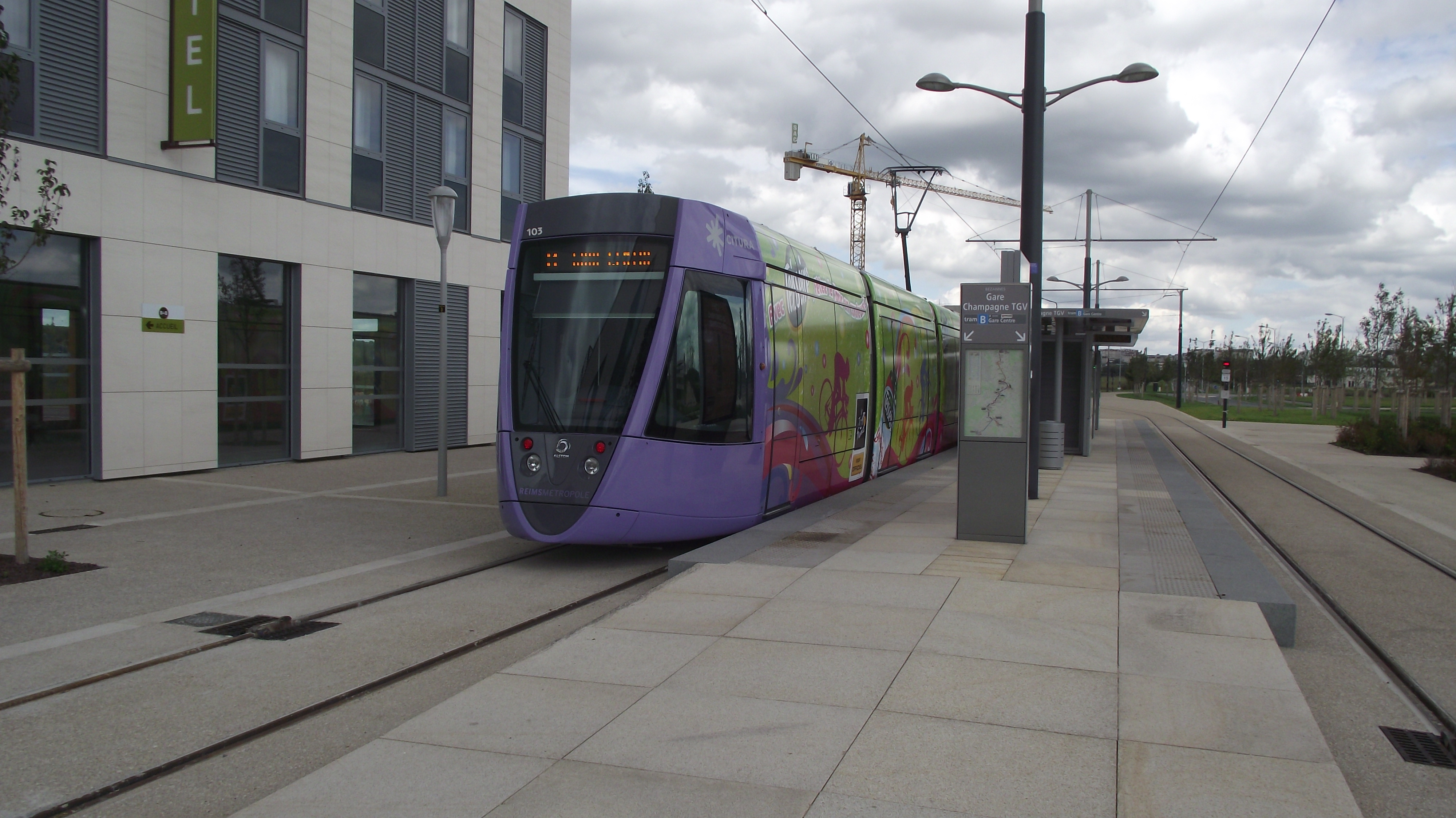
Tramway devant la gare de Champagne-Ardenne TGV.

La commune accueille la gare de Champagne-Ardenne TGV sur la ligne TGV Est européenne.
La commune est également desservie à l'arrêt Gare Champagne TGV par la ligne de transport à la demande   TAD Sud-Ouest  la reliant aux communes de Villers-aux-Nœuds, Champfleury et Trois-Puits.

### Hydrographie

#### Réseau hydrographique
La commune est dans la région hydrographique « la Seine du confluent de l'Oise (inclus) à l'embouchure » au sein du bassin Seine-Normandie. Elle est drainée par la Muire,.

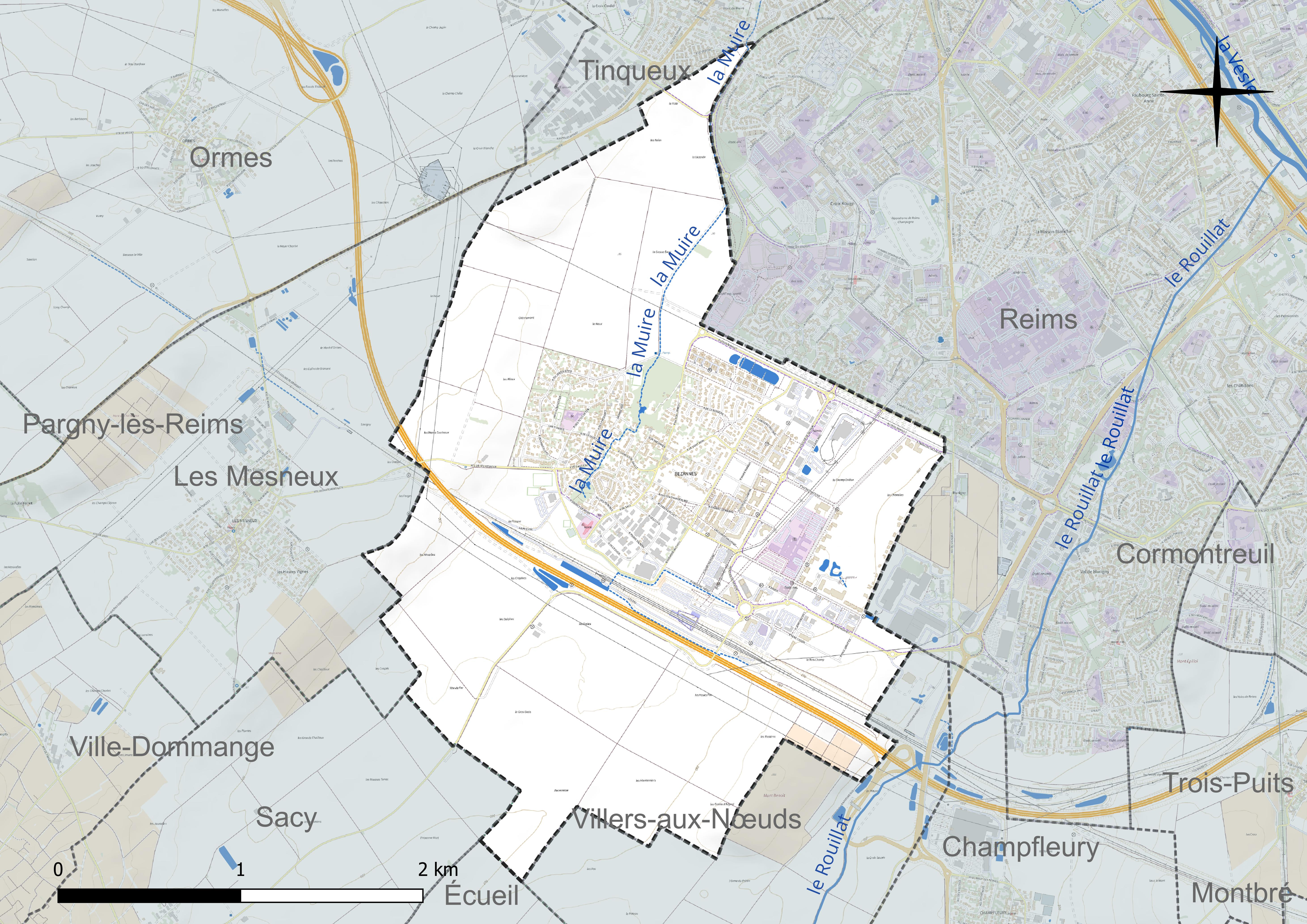
Réseau hydrographique de Bezannes.

#### Gestion et qualité des eaux
Le territoire communal est couvert par le schéma d'aménagement et de gestion des eaux (SAGE) « Aisne Vesle Suippe ». Ce document de planification, dont le territoire s’étend sur 3 096 km2 répartis sur trois départements (Aisne, Marne et Ardennes) et deux régions (Champagne-Ardenne et Picardie), a été approuvé le 16 décembre 2013. La structure porteuse de l'élaboration et de la mise en œuvre est le Syndicat d’aménagement des bassins Aisne Vesle Suippe (SIABAVES).
La qualité des cours d’eau peut être consultée sur un site dédié géré par les agences de l’eau et l’Agence française pour la biodiversité.

### Climat
Pour des articles plus généraux, voir Climat du Grand Est et Climat de la Marne.
En 2010, le climat de la commune est de type climat océanique dégradé des plaines du Centre et du Nord, selon une étude du Centre national de la recherche scientifique s'appuyant sur une série de données couvrant la période 1971-2000. En 2020, Météo-France publie une typologie des climats de la France métropolitaine dans laquelle la commune est exposée à un climat océanique altéré et est dans la région climatique Nord-est du bassin Parisien, caractérisée par un ensoleillement médiocre, une pluviométrie moyenne régulièrement répartie au cours de l’année et un hiver froid (3 °C).
Pour la période 1971-2000, la température annuelle moyenne est de 10,6 °C, avec une amplitude thermique annuelle de 16 °C. Le cumul annuel moyen de précipitations est de 657 mm, avec 10,7 jours de précipitations en janvier et 8,1 jours en juillet. Pour la période 1991-2020, la température moyenne annuelle observée sur la station météorologique de Météo-France la plus proche, « Mailly-civc », sur la commune de Mailly-Champagne à 12 km à vol d'oiseau, est de 11,2 °C et le cumul annuel moyen de précipitations est de 755,5 mm. 
La température maximale relevée sur cette station est de 39,8 °C, atteinte le 25 juillet 2019 ; la température minimale est de −20 °C, atteinte le 16 janvier 1985,,.
Les paramètres climatiques de la commune ont été estimés pour le milieu du siècle (2041-2070) selon différents scénarios d'émission de gaz à effet de serre à partir des nouvelles projections climatiques de référence DRIAS-2020. Ils sont consultables sur un site dédié publié par Météo-France en novembre 2022.

## Urbanisme

### Typologie
Au 1er janvier 2024, Bezannes est catégorisée ceinture urbaine, selon la nouvelle grille communale de densité à sept niveaux définie par l'Insee en 2022.
Elle appartient à l'unité urbaine de Reims, une agglomération intra-départementale regroupant neuf  communes, dont elle est une commune de la banlieue,,. Par ailleurs la commune fait partie de l'aire d'attraction de Reims, dont elle est une commune de la couronne,. Cette aire, qui regroupe 294 communes, est catégorisée dans les aires de 200 000 à moins de 700 000 habitants,.

### Occupation des sols
L'occupation des sols de la commune, telle qu'elle ressort de la base de données européenne d’occupation biophysique des sols Corine Land Cover (CLC), est marquée par l'importance des territoires agricoles (58,5 % en 2018), en diminution par rapport à 1990 (92,2 %). La répartition détaillée en 2018 est la suivante : 
terres arables (55,8 %), zones industrielles ou commerciales et réseaux de communication (24,9 %), zones urbanisées (16,3 %), cultures permanentes (2,8 %), espaces verts artificialisés, non agricoles (0,3 %). L'évolution de l’occupation des sols de la commune et de ses infrastructures peut être observée sur les différentes représentations cartographiques du territoire : la carte de Cassini (XVIIIe siècle), la carte d'état-major (1820-1866) et les cartes ou photos aériennes de l'IGN pour la période actuelle (1950 à aujourd'hui).

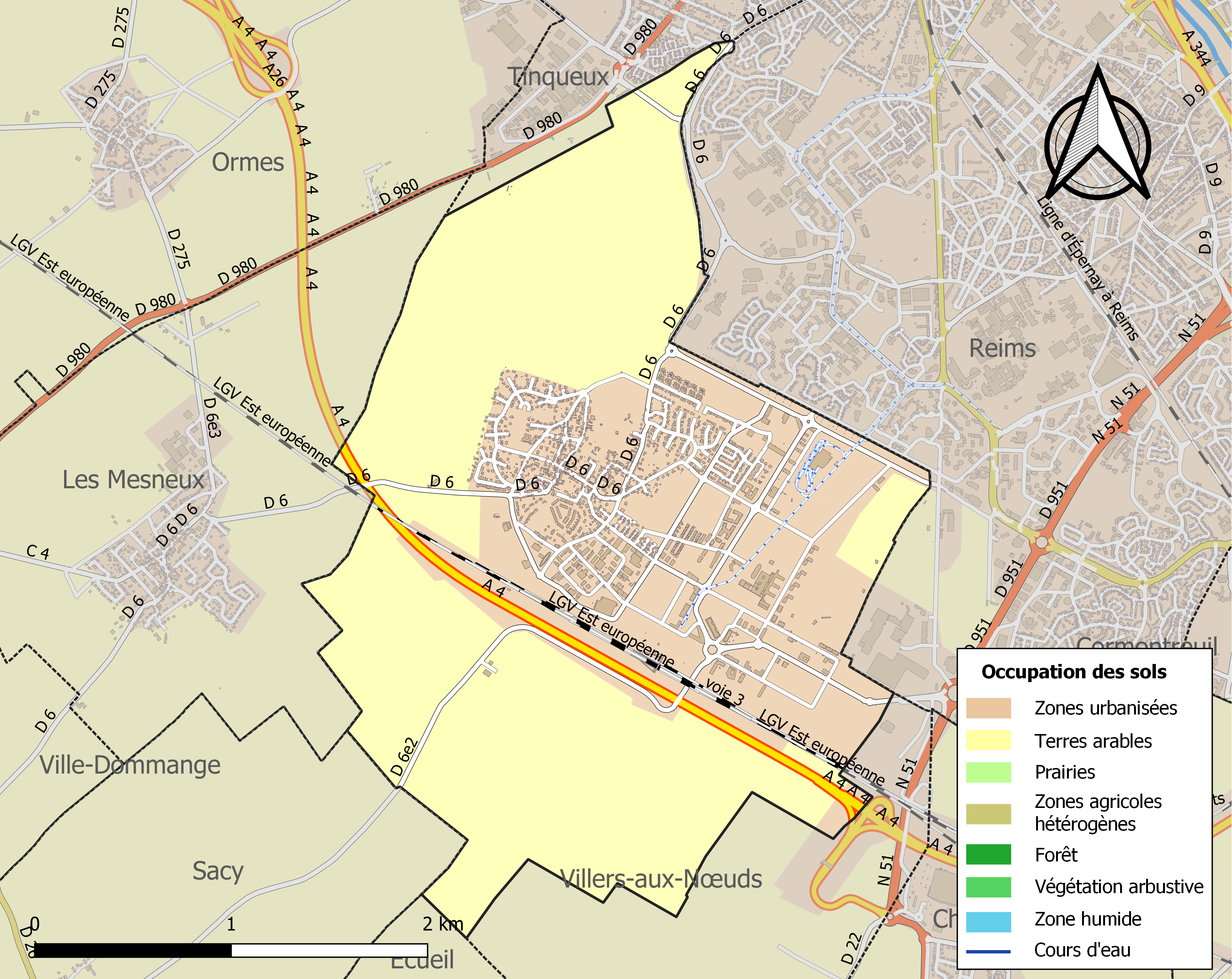
Carte des infrastructures et de l'occupation des sols de la commune en 2018 (CLC).

## Toponymie
Bisennae au XIe siècle dans le polyptyque de saint Remy, Besennes au début du XIVe siècle dans le pouillé de Bauny qui signalait les abbesses de l'abbaye de Saint-Pierre comme seigneurs.
Peut-être du pluriel de l'oïl besanne « ruche » attesté dans les Ardennes, si l’on s’en rapporte aux vieux glossaires français : « Il faut voir ses bezeines qui sont de cire et de miel pleines » ; « Environs six bezennes ou paniers de mouchettes »  ( Raynouard, Lexique Roman ) ; « Il a enlevé six bezennes ou paniers de mouchettes qui pouvaient valoir chacun de six à sept sols » (1407).

## Histoire

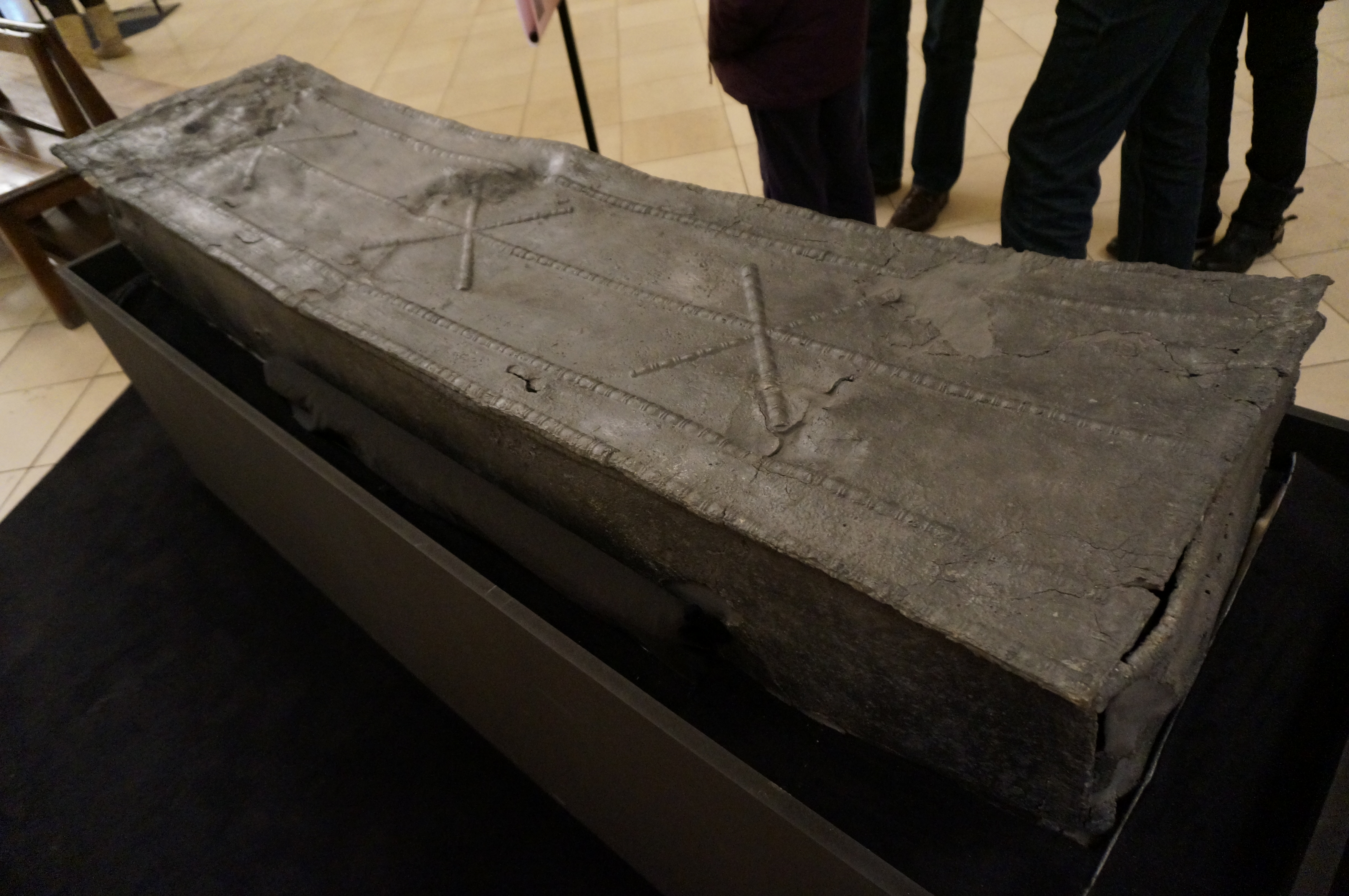
Sarcophage en plomb du IIIe siècle trouvé au lieu-dit Haut Torchant.

La commune est décorée de la Croix de guerre 1914-1918 le 30 mai 1921.

## Politique et administration

### Liste des maires
| Période                                  | Période                   | Identité                  | Étiquette | Qualité                                           |
| ---------------------------------------- | ------------------------- | ------------------------- | --------- | ------------------------------------------------- |
| Les données manquantes sont à compléter. |                           |                           |           |                                                   |
| 1806                                     | 1833                      | Jean Baptiste Froment     |           |                                                   |
| 1813                                     | 1826                      | Nicolas Alexandre Marlier |           |                                                   |
| 1826                                     | 1831                      | Jacques Emeric Lefrançois |           |                                                   |
| 1831                                     |                           | Jean Charles Perseval     |           | cultivateur                                       |
| Les données manquantes sont à compléter. |                           |                           |           |                                                   |
| avant 1874                               | après 1879                | Marlier                   |           |                                                   |
| Les données manquantes sont à compléter. |                           |                           |           |                                                   |
| 1971                                     | 1989                      | Raymond Mathieu           |           |                                                   |
| 1989                                     | 1995                      | Louis Mauprivez           |           |                                                   |
| 1995                                     | mai 2020                  | Jean-Pierre Belfie        | DVD       | Retraité de la banque                             |
| mai 2020                                 | En cours (au 29 mai 2020) | M. Dominique Potar        | SE        | Ancien commandant de sapeur-pompier professionnel |

## Démographie
L'évolution du nombre d'habitants est connue à travers les recensements de la population effectués dans la commune depuis 1793. Pour les communes de moins de 10 000 habitants, une enquête de recensement portant sur toute la population est réalisée tous les cinq ans, les populations de référence des années intermédiaires étant quant à elles estimées par interpolation ou extrapolation. Pour la commune, le premier recensement exhaustif entrant dans le cadre du nouveau dispositif a été réalisé en 2004.

En 2022, la commune comptait 4 456 habitants, en évolution de +163,36 % par rapport à 2016 (Marne : −1,19 %, France hors Mayotte : +2,11 %).
| 1793 | 1800 | 1806 | 1821 | 1831 | 1836 | 1841 | 1846 | 1851 |
| ---- | ---- | ---- | ---- | ---- | ---- | ---- | ---- | ---- |
| 250  | 295  | 289  | 347  | 373  | 386  | 388  | 406  | 435  |

| 1856 | 1861 | 1866 | 1872 | 1876 | 1881 | 1886 | 1891 | 1896 |
| ---- | ---- | ---- | ---- | ---- | ---- | ---- | ---- | ---- |
| 417  | 435  | 402  | 341  | 319  | 300  | 317  | 305  | 302  |

| 1901 | 1906 | 1911 | 1921 | 1926 | 1931 | 1936 | 1946 | 1954 |
| ---- | ---- | ---- | ---- | ---- | ---- | ---- | ---- | ---- |
| 293  | 292  | 277  | 289  | 342  | 338  | 363  | 320  | 319  |

| 1962 | 1968 | 1975 | 1982 | 1990  | 1999  | 2004  | 2006  | 2009  |
| ---- | ---- | ---- | ---- | ----- | ----- | ----- | ----- | ----- |
| 375  | 563  | 558  | 669  | 1 031 | 1 299 | 1 286 | 1 260 | 1 378 |

| 2014  | 2019  | 2022  | - | - | - | - | - | - |
| ----- | ----- | ----- | - | - | - | - | - | - |
| 1 528 | 2 978 | 4 456 | - | - | - | - | - | - |

## Économie
Trois hôtels de chaîne sont implantés sur la commune ainsi que de nombreux restaurants et commerce de service.

## Culture et patrimoine

### Lieux et monuments

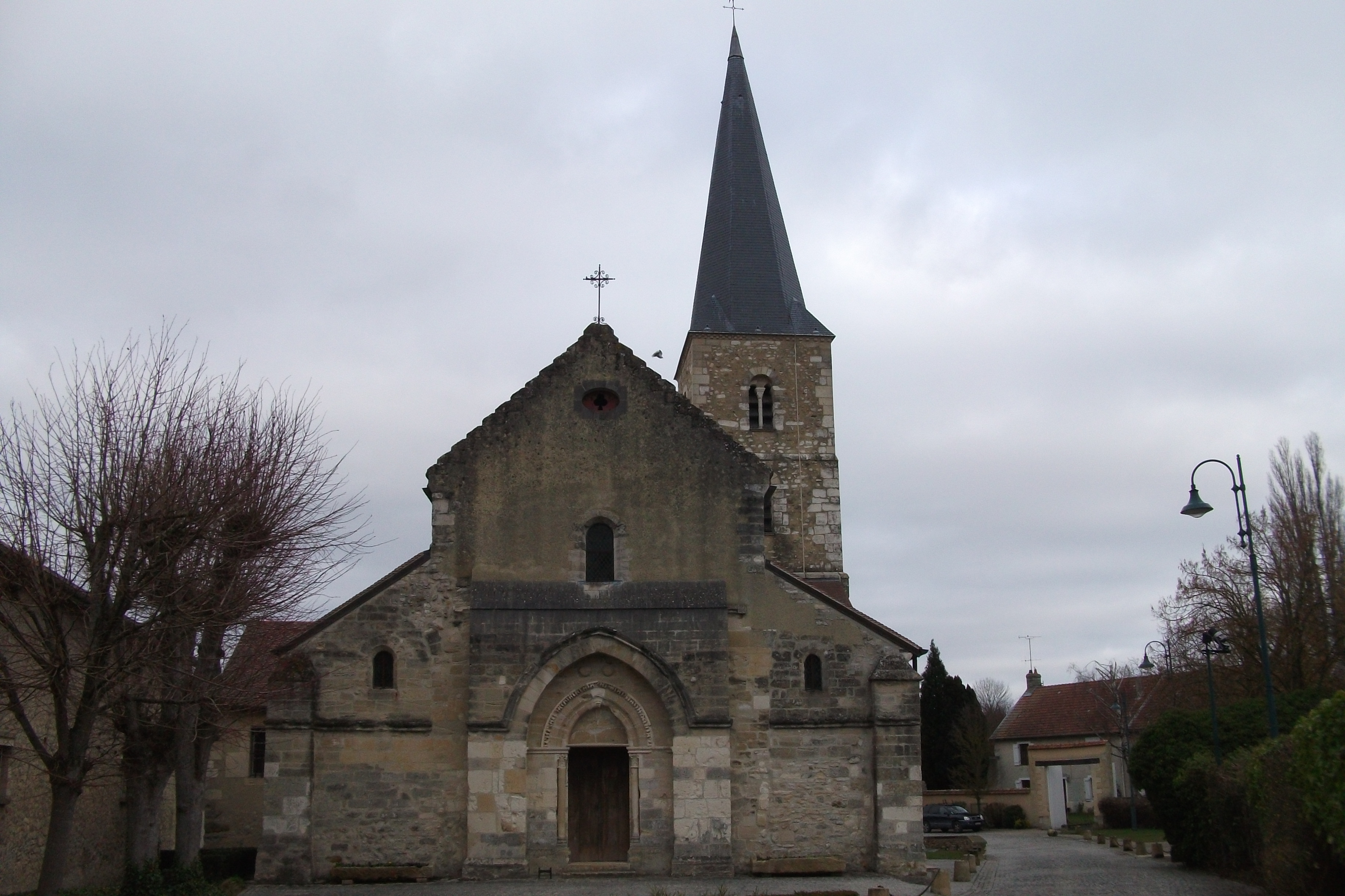
Le portail ouest de l'église de Bezannes.

- L'église Saint-Martin de Bezannes, romane classée parmi les monuments historiques depuis le 10 décembre 1912[25].
- Bezannes accueille la gare de Champagne-Ardenne TGV.
- Les œuvres de Christian Lapie devant la gare.
- La tombe d'Alfred Gérard. Flanquée d'un torii en pierre et de trois lanternes ornementales[Note 7], la tombe porte l'inscription en japonais « 文久三亥年八月九日横濱入来 明治十一年七月一日横濱出立 アルフレド ジラル »[26], qui signifie : « Alfred Gérard, arrivée à Yokohama le 9 août an 3, du sanglier, de l'ère Bunkyū (1863), départ de Yokohama le 1er juillet an 11 de l'ère Meiji (1878) ».

### Personnalités liées à la commune
- Alfred Gérard (1837-1915), industriel français.
- Victor Lambert (1831-1912), chef de cave de la maison de champagne Pommery.

### Héraldique
| Armes de Bezannes | Les armes de la commune se blasonnent ainsi : d'azur semé de besants d'or au lion d'argent, la queue contournée, armé de gueules et lampassé aussi d'or. |